# Theresina grossepunctata
Theresina grossepunctata är en skalbaggsart som beskrevs av Stefan von Breuning 1963. Theresina grossepunctata ingår i släktet Theresina och familjen långhorningar. Inga underarter finns listade i Catalogue of Life.